# Boom Boom Bass
「Boom Boom Bass」（ブームブームベース）は、韓国のボーイズグループ・RIIZEの楽曲。1stミニアルバム『RIIZING』のタイトル曲として、2024年6月17日にリリースされた。

## 概要
本楽曲は、RIIZEの1stミニアルバム『RIIZING』のタイトル曲。
ファンキーなディスコビートとグルーヴィーなベースラインが印象的な曲であり、歌詞には、ベースギターの演奏を通じてお互いに対するときめきを自由に表現する、若者たちの姿が盛り込まれている。

## 背景
2024年3月5日、SMエンタテインメントは、RIIZEが5月よりツアーを実施し、同年第2四半期に新たなシングルおよびミニアルバムをリリースすると発表した。アルバム発売に先駆け、4月3日には「Siren」、18日に「Impossible」、29日にB面シングルが収録された『RIIZING : B-sides』をそれぞれ配信リリースした。
5月20日、SMはプロモーションページを通じてタイムラインをアップデートし、1stミニアルバム「RIIZING」のリリース日・トラックリストおよびリードシングル「Boom Boom Bass」のタイトルを正式に公開した。
6月17日、「Boom Boom Bass」はミニアルバム『RIIZING』と同時にリリースされ、ミュージックビデオも公開された。

## テレビ披露
| 放送日         | 番組名                                        | 放送局       | 出典   |
| -------------- | --------------------------------------------- | ------------ | ------ |
| 2024年8月22日  | NHK MUSIC EXPO 2024                           | NHK総合      | [ 14 ] |
| 2024年12月11日 | 週刊ナイナイミュージック プレゼンツ FNS後夜祭 | フジテレビ系 | [ 15 ] |

## ミュージックビデオ
「Boom Boom Bass」のミュージックビデオはスケールの大きいグラフィックとダンスパフォーマンスで構成され、撮影は楽園商街というソウルにある楽器専門の商店街でも撮影が行われた。
伝説のベースギターを探しに行くダイナミックなストーリーになっており、ベースギターのずっしりとしたサウンドが、節制された魅力のポイントの振り付けで実現されるなど、曲のメインコンセプトであるベースギターからインスピレーションを受けたコンセプチュアルなコンテンツが、より一層没入感を高める。

## 収録アルバム
- RIIZING（#1）
- RIIZING : Epilogue（#2）

## アレンジバージョン
- 2024年9月13日、「Boom Boom Bass (Orchestra Ver.)」の音源とミュージックビデオが公開された。ソウル市立交響楽団とSM傘下のクラシックレーベル・SM Classicsとのコラボレーション作品であり、「ソウル・フィルハーモニー管弦楽団」名義でリリースされた[17]。なお、メンバーの声は入っていない。
- 2024年12月11日、「Boom Boom Bass (Arkins Remix)」がリリースされた。SM傘下のダンスミュージックレーベル・ScreaM Recordsのコンピレーションアルバム『K-POP ScreaM 1』に収録されている[18]。

## 音楽番組首位
| 年     | 受賞歴 |
| ------ | --- |
| 2024年 | - Boom Boom Bass（5冠） - 6月25日：SBS M『THE SHOW』 - 6月26日：MBC『SHOW CHAMPION』 - 6月27日：Mnet『M COUNTDOWN』 - 6月28日：KBS 2『ミュージックバンク』 - 6月30日：SBS『SBS人気歌謡』 |

## リリース日一覧
| 地域 | リリース日     | バージョン   | 規格                   | レーベル                 |
| ---- | -------------- | ------------ | ---------------------- | ------------------------ |
| 韓国 | 2024年6月17日  | オリジナル   | デジタル・ダウンロード | SM / カカオ              |
| 世界 | 2024年6月17日  | オリジナル   | デジタル・ダウンロード | SM / カカオ              |
| 日本 | 2024年6月17日  | オリジナル   | デジタル・ダウンロード | ユニバーサルミュージック |
| 世界 | 2024年9月13日  | オーケストラ | デジタル・ダウンロード | SM・SM Classics / カカオ |
| 韓国 | 2024年12月11日 | リミックス   | デジタル・ダウンロード | SM・ScreaM / カカオ      |
| 世界 | 2024年12月11日 | リミックス   | デジタル・ダウンロード | SM・ScreaM / カカオ      |
| 日本 | 2024年12月11日 | リミックス   | デジタル・ダウンロード | ユニバーサルミュージック |